# Temaxcalapa, Puebla
Temaxcalapa är en ort i Mexiko.   Den ligger i kommunen Cañada Morelos och delstaten Puebla, i den sydöstra delen av landet, 200 km öster om huvudstaden Mexico City. Temaxcalapa ligger 2 516 meter över havet och antalet invånare är 527.
Terrängen runt Temaxcalapa är kuperad västerut, men österut är den bergig. Runt Temaxcalapa är det ganska tätbefolkat, med 96 invånare per kvadratkilometer. Omgivningarna runt Temaxcalapa är en mosaik av jordbruksmark och naturlig växtlighet.